# بين هانلي
بين هانلي (بالإنجليزية: Ben Hanley)‏ هو سائق سيارة سباق بريطاني، ولد في 22 يناير 1985 في مانشستر في المملكة المتحدة.

## روابط خارجية
- بين هانلي على موقع Racing-Reference.info (الإنجليزية)
- بين هانلي على موقع DriverDB.com (الإنجليزية)